# The Show (singel Lenki)
The Show jest debiutanckim singlem australijskiej piosenkarki i autorki tekstów Lenki wydany w 2008 roku z jej pierwszego solowego albumu Lenka. Piosenkę wykorzystano jako podkład muzyczny reklam sklepu odzieżowego Old Navy i użyto w serialu telewizyjnym Ugly Betty. Był on również promowany w iTunes Store jako Free Single of the Week. Fragment utworu został wykorzystany w 2009 roku do reklamy wiosennej ramówki w telewizji TVN.

## Pozycje na listach
| Notowanie                         | Max. pozycja |
| --------------------------------- | ------------ |
| Australia (Singles Chart)         | 13           |
| Belgia (Singles Chart - Flanders) | 4            |
| Czechy (Airplay Chart)            | 35           |
| Japonia (Hot 100)                 | 24           |
| Polska (Singles Chart)            | 1            |
| Niemcy (Singles Chart)            | 23           |
| Norwegia (Singles Chart)          | 3            |
| Nowa Zelandia (Singles Chart)     | 13           |
| Szwecja (Singles Chart)           | 21           |
| Wielka Brytania (Singles Chart)   | 22           |